# Kubok Federacii SSSR 1988
La Coppa delle Federazioni sovietiche 1988 (in russo Кубок Федерации СССР?) fu la 3ª edizione del trofeo. Vide la vittoria finale dello Qairat, che così conquistò il suo primo titolo.

## Formula
Erano iscritte tutte le formazioni partecipanti alla Vysšaja Liga 1988. Le 16 squadre furono divise in quattro gironi da quattro squadre: in ciascun girone si disputavano gare di andata e ritorno per un totale di sei incontri per squadra, assegnando due punti per la vittoria, uno per il pareggio e zero per la sconfitta. Erano ammesse al secondo turno le prime due di ciascun girone.
Le quattro vincitrici dei quattro gironi disputavano i quarti in casa contro le quattro seconde classificate; quarti e semifinali  erano giocate su gare di sola andata, così, come la finale, disputata però in campo neutro.

## Prima fase

### Girone A

#### Classifica finale
|  | Pos. | Squadra          | Pt | G | V | N | P | GF | GS | DR |
|  | ---- | ---------------- | -- | - | - | - | - | -- | -- | -- |
|  | 1.   | Žalgiris         | 9  | 6 | 4 | 1 | 1 | 10 | 5  | +5 |
|  | 2.   | Dinamo Minsk     | 7  | 6 | 3 | 1 | 2 | 10 | 7  | +3 |
|  | 3.   | Dinamo Kiev      | 4  | 6 | 1 | 2 | 3 | 6  | 10 | -4 |
|  | 4.   | Zenit Leningrado | 4  | 6 | 1 | 2 | 3 | 5  | 9  | -4 |

- Ammesse alla seconda fase: Žalgiris Vilnius e Dinamo Minsk

#### Risultati
| 1ª giornata                       | 1/3 aprile 1988 |
|                                   |                 |
| Dinamo Kiev-Dinamo Minsk          | 0-2             |
| Žalgiris Vilnius-Zenit Leningrado | 2-0             |

| 2ª giornata                   | 8 maggio 1988 |
|                               |               |
| Zenit Leningrado-Dinamo Kiev  | 0-1           |
| Dinamo Minsk-Žalgiris Vilnius | 2-0           |

| 3ª giornata                   | 29 maggio 1988 |
|                               |                |
| Žalgiris Vilnius-Dinamo Kiev  | 2-1            |
| Zenit Leningrado-Dinamo Minsk | 3-1            |

| 4ª giornata                       | 11 giugno 1988 |
|                                   |                |
| Zenit Leningrado-Žalgiris Vilnius | 0-0            |
| Dinamo Minsk-Dinamo Kiev          | 1-1            |

| 5ª giornata                   | 16 giugno 1988 |
|                               |                |
| Dinamo Kiev-Žalgiris Vilnius  | 1-2            |
| Dinamo Minsk-Zenit Leningrado | 3-1            |

| 6ª giornata                   | 20 giugno 1988 |
|                               |                |
| Dinamo Kiev-Zenit Leningrado  | 2-2            |
| Žalgiris Vilnius-Dinamo Minsk | 3-1            |

### Girone B

#### Classifica finale
|  | Pos. | Squadra        | Pt | G | V | N | P | GF | GS | DR |
|  | ---- | -------------- | -- | - | - | - | - | -- | -- | -- |
|  | 1.   | Qairat         | 8  | 6 | 3 | 2 | 1 | 18 | 12 | +6 |
|  | 2.   | Neftçi Baku    | 6  | 6 | 2 | 2 | 2 | 15 | 17 | -2 |
|  | 3.   | Šachtar        | 6  | 6 | 2 | 2 | 2 | 10 | 11 | -1 |
|  | 4.   | Dinamo Tbilisi | 4  | 6 | 1 | 2 | 3 | 10 | 13 | -1 |

- Ammesse alla seconda fase: Qaýrat e Neftçi Baku

#### Risultati
| 1ª giornata           | 3 aprile 1988 |
|                       |               |
| Šachtar-Neftçi Baku   | 1-3           |
| Dinamo Tbilisi-Qaýrat | 0-0           |

| 2ª giornata            | 8 maggio 1988 |
|                        |               |
| Šachtar-Dinamo Tbilisi | 1-1           |
| Qaýrat-Neftçi Baku     | 4-4           |

| 3ª giornata                | 29 maggio 1988 |
|                            |                |
| Dinamo Tbilisi-Neftçi Baku | 2-3            |
| Šachtar-Qaýrat             | 2-1            |

| 4ª giornata            | 11 giugno 1988 |
|                        |                |
| Dinamo Tbilisi-Šachtar | 1-3            |
| Neftçi Baku-Qaýrat     | 3-4            |

| 5ª giornata              | 16 giugno 1988 |
|                          |                |
| Qaýrat-Šachtar           | 3-1            |
| Dinamo Tbilisieftçi Baku | 4-0            |

| 6ª giornata           | 20 giugno 1988 |
|                       |                |
| Qaýrat-Dinamo Tbilisi | 6-2            |
| Šachtar-Neftçi Baku   | 2-2            |

### Girone C

#### Classifica finale
|  | Pos. | Squadra         | Pt | G | V | N | P | GF | GS | DR  |
|  | ---- | --------------- | -- | - | - | - | - | -- | -- | --- |
|  | 1.   | Spartak Mosca   | 9  | 6 | 3 | 3 | 0 | 15 | 4  | +11 |
|  | 2.   | Dinamo Mosca    | 7  | 6 | 2 | 3 | 1 | 7  | 6  | +1  |
|  | 3.   | Torpedo Mosca   | 4  | 6 | 2 | 2 | 2 | 6  | 7  | -1  |
|  | 4.   | Lokomotiv Mosca | 2  | 6 | 0 | 2 | 4 | 5  | 16 | -11 |

- Ammesse alla seconda fase: Spartak Mosca e Dinamo Mosca

#### Risultati
| 1ª giornata                   | 2/3 aprile 1988 |
|                               |                 |
| Torpedo Mosca-Lokomotiv Mosca | 1-0             |
| Spartak Mosca-Dinamo Mosca    | 1-1             |

| 2ª giornata                   | 8 maggio 1988 |
|                               |               |
| Lokomotiv Mosca-Spartak Mosca | 1-2           |
| Torpedo Mosca-Dinamo Mosca    | 0-1           |

| 3ª giornata                  | 29 maggio 1988 |
|                              |                |
| Torpedo Mosca-Spartak Mosca  | 0-3            |
| Dinamo Mosca-Lokomotiv Mosca | 1-1            |

| 4ª giornata                   | 11 giugno 1988 |
|                               |                |
| Lokomotiv Mosca-Torpedo Mosca | 1-1            |
| Dinamo Mosca-Spartak Mosca    | 0-0            |

| 5ª giornata                   | 16 giugno 1988 |
|                               |                |
| Spartak Mosca-Lokomotiv Mosca | 8-1            |
| Dinamo Mosca-Torpedo Mosca    | 1-3            |

| 6ª giornata                  | 20 giugno 1988 |
|                              |                |
| Lokomotiv Mosca-Dinamo Mosca | 1-3            |
| Spartak Mosca-Torpedo Mosca  | 1-1            |

### Girone D

#### Classifica finale
|  | Pos. | Squadra     | Pt | G | V | N | P | GF | GS | DR |
|  | ---- | ----------- | -- | - | - | - | - | -- | -- | -- |
|  | 1.   | Metalist    | 8  | 6 | 4 | 0 | 2 | 9  | 4  | +5 |
|  | 2.   | Čornomorec' | 7  | 6 | 3 | 1 | 2 | 11 | 9  | +2 |
|  | 3.   | Dnepr       | 6  | 6 | 2 | 2 | 2 | 5  | 6  | -1 |
|  | 4.   | Ararat      | 3  | 6 | 1 | 1 | 4 | 5  | 11 | -6 |

- Ammesse alla seconda fase: Metalist e Čornomorec'

#### Risultati
| 1ª giornata        | 3 aprile 1988 |
|                    |               |
| Metalist-Dnepr     | 2-0           |
| Ararat-Čornomorec' | 1-3           |

| 2ª giornata       | 8 maggio 1988 |
|                   |               |
| Ararat-Metalist   | 0-1           |
| Dnepr-Čornomorec' | 2-1           |

| 3ª giornata          | 29 maggio 1988 |
|                      |                |
| Čornomorec'-Metalist | 1-0            |
| Dnepr-Ararat         | 0-0            |

| 4ª giornata        | 11 giugno 1988 |
|                    |                |
| Čornomorec'-Ararat | 3-2            |
| Dnepr-Metalist     | 1-0            |

| 5ª giornata       | 16 giugno 1988 |
|                   |                |
| Čornomorec'-Dnepr | 2-2            |
| Metalist-Ararat   | 4-1            |

| 6ª giornata          | 20 giugno 1988 |
|                      |                |
| Metalist-Čornomorec' | 2-1            |
| Ararat-Dnepr         | 1-0            |

## Seconda fase

### Quarti di finale
Partite disputate il 28 agosto 1988.
| Squadra 1     | Risultato             | Squadra 2    |
| ------------- | --------------------- | ------------ |
| Metalist      | 0 – 1                 | Dinamo Mosca |
| Qairat        | 3 – 0                 | Dinamo Minsk |
| Žalgiris      | 2 – 2 (dts) (2-4 dcr) | Neftçi Baku  |
| Spartak Mosca | 3 – 2                 | Čornomorec'  |

### Semifinali
Partite disputate il 25 e il 27 ottobre 1988.
| Squadra 1    | Risultato | Squadra 2     |
| ------------ | --------- | ------------- |
| Neftçi Baku  | 2 – 1     | Spartak Mosca |
| Dinamo Mosca | 0 – 1     | Qairat        |

### Finale
| Kišinëv 22 novembre 1988, ore ?:? | Qairat                   | 4 – 1 referto | Neftçi Baku | Respublikanskij Stadion (900 spett.)\| Arbitro: \| Evgenij Kanana (Donec'k) \| |
| Arbitro:                          | Evgenij Kanana (Donec'k) |               |             |                                                                                |